# 威廉 (霍亨索伦)
霍亨索伦亲王威廉（1864年3月7日—1927年10月22日），出生于本拉特宫，是前任霍亨索伦亲王利奥波德與葡萄牙的安東妮亞公主的長子。
他是羅馬尼亞國王斐迪南一世的兄長，表兄弟姐妹包括葡萄牙國王卡洛斯一世、波多公爵阿方索、薩克森國王腓特烈·奧古斯特三世及萨克森的玛利亚·约瑟珐公主等人。
在1880年至1886年間，威廉是羅馬尼亞王位的推定继承人，至1886年12月20日，他放棄繼承羅馬尼亞國王王位的權利。